# 河南山東總督
河南山東總督，為明朝嘉靖年間臨時設立的一個總督職位。

## 概述
嘉靖二十三年，由宣大總督一職中分出，轄北直隸、河南、山東諸地。
由張漢擔任總督一職位，后因邊警消失，次年罷職。